# Jeanette Segarra Sales
Jeanette Segarra Sales (Llutxent, 7 de novembre de 1962) és una política valenciana. Va ser diputada a les Corts Valencianes de la VI i VII Legislatura per al PSPV de 1990 a 2010 i també batllessa de Llutxent entre 1991 i 2003. És actualment, i d'ençà el 2 d'agost del 2019, directora general de l'Agència Valenciana Antidespoblament.

## Biografia
Estudià Magisteri a la Universitat de València, i treballà com a professora d'anglès. Militant del PSPV-PSOE, ha estat alcaldessa de Llutxent de 1991 a 2003 i portaveu de la Mancomunitat de Municipis de la Vall d'Albaida de 1999 a 2003, així com secretària comarcal del partit. Ha estat diputada per València a les eleccions a les Corts Valencianes de 1999, 2003 (en les quals ha estat portaveu d'esports del Grup Socialista) i 2007. Fou la primera a demanar informació sobre la relació entre la Ciutat de les Arts i les Ciències i l'Institut Nóos, que va presidir Iñaki Urdangarín.
Treballava com a docent i directora del Col·legi Abecé de Gandia (d'ençà el 2016) fins al seu nomenament el 2 d'agost del 2019 com a directora general de l'Agència Valenciana Antidespoblament.